# Folke Köbberling
Folke Köbberling (* 1969 in Kassel) ist eine deutsche Künstlerin und Hochschullehrerin.

## Werdegang
Folke Köbberling studierte an der Kunsthochschule Kassel sowie von 1994 bis 1995 am Emily Carr Institute of Art & Design in Vancouver. 1997 begann sie ein Architekturstudium an der Universität der Künste Berlin. Sie erhielt verschiedene Stipendien und war Artist in Residence unter anderem der Villa Serpentara, Chinati Foundation, Marfa (USA), des Centre for Contemporary Art Ujazdowski Castle (Warschau) und des Wysing Arts Centre (Cambridgeshire).
Von 2002 bis 2015 arbeitete sie mit dem Künstler und Architekten Martin Kaltwasser († 2022) zusammen mit dem sie an zahlreichen internationalen Einzel- und Gruppenausstellungen teilnahm, u. a. im Martin-Gropius-Bau in Berlin, im Haus der Kulturen der Welt, im ZKM Karlsruhe, im Lentos Kunstmuseum Linz und bei der Ruhrtriennale 2012. Einzelausstellungen führte sie in der Jack Hanley Gallery in New York, in der Schaustelle der Pinakothek der Moderne in München, im Kunstverein Kassel 2014, im Museo Experimental El Eco in Mexiko-Stadt (2017) und im Kunstverein Wolfsburg (2020) durch.
Köbberling lehrte unter anderem am Art Center College of Design in Pasadena, an der London Metropolitan University, der Universität der Künste Berlin, der Universität für angewandte Kunst Wien und der Wayne State University in Michigan.
Sie ist Professorin für künstlerisches Gestalten und Leiterin des Instituts für Architekturbezogene Kunst an der Technischen Universität Braunschweig.

## Künstlerisches Werk

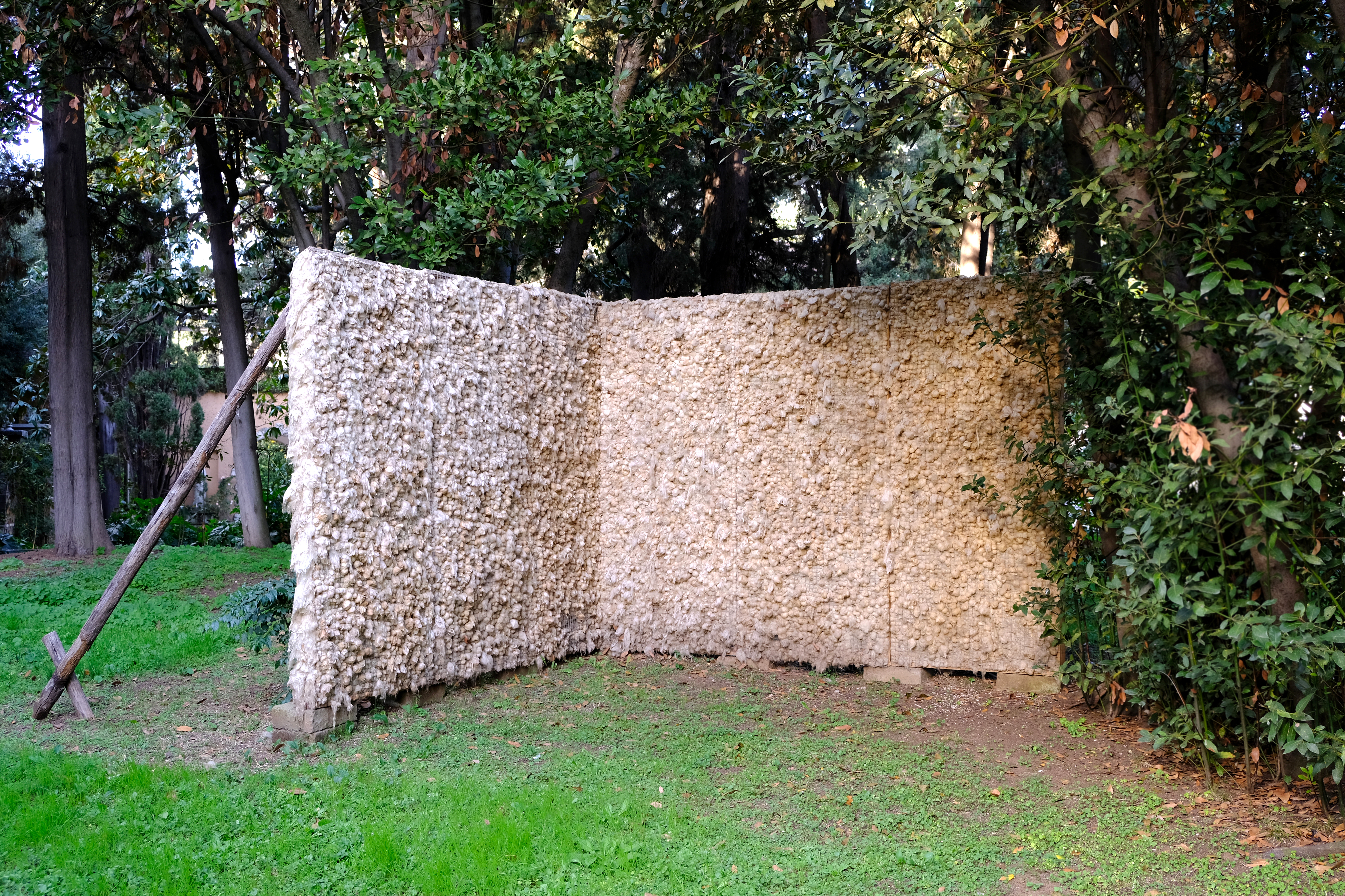
„Muro di lana“ („Wollmauer“) im Park der Villa Massimo (2024)

Köbberling entwickelt Interventionsmodelle für den urbanen Raum, wobei sie vorhandene Strukturen umnutzt und damit den gewohnten Umgang mit städtischer Architektur – wie zum Beispiel Konzepte von gemeinschaftlichem Zusammenleben sowie kapitalistisch bestimmte städtische Strukturen des Wohnens, des Arbeitens und der Mobilität – auf subtile und teilweise humorvolle Weise in Frage stellt.
Kaltwasser und Köbberling haben Großbritanniens erstes funktionsfähiges rezykliertes Theater aus alten Paletten, weggeworfenen Türen und alten Bühnenbildern 2010 erbaut. Der Journalist Jonathan Glancey bezeichnete diese Architektur als Junkitecture.
Christian Holl schrieb, Martin Kaltwasser und Folke Köbberling verstünden die Stadt als materiellen und sozialen Prozess:

„Sie verstehen die Stadt nicht als einen Zustand, der sich aus Objekten definiert, der sich in Belägen, Bepflanzungen und Fassaden erschöpft, sondern als einen Prozess aus Werden und Vergehen, zu dem der Kreislauf der Materialien gehört: «One man’s trash is another man’s treasure»“

Seit 2018 arbeitet sie in Einzelprojekten mit dem Werkstoff Rohwolle und hat großformatige Arbeiten realisiert.

## Ausstellungen (Auswahl)

### Einzelausstellungen und Aktionen

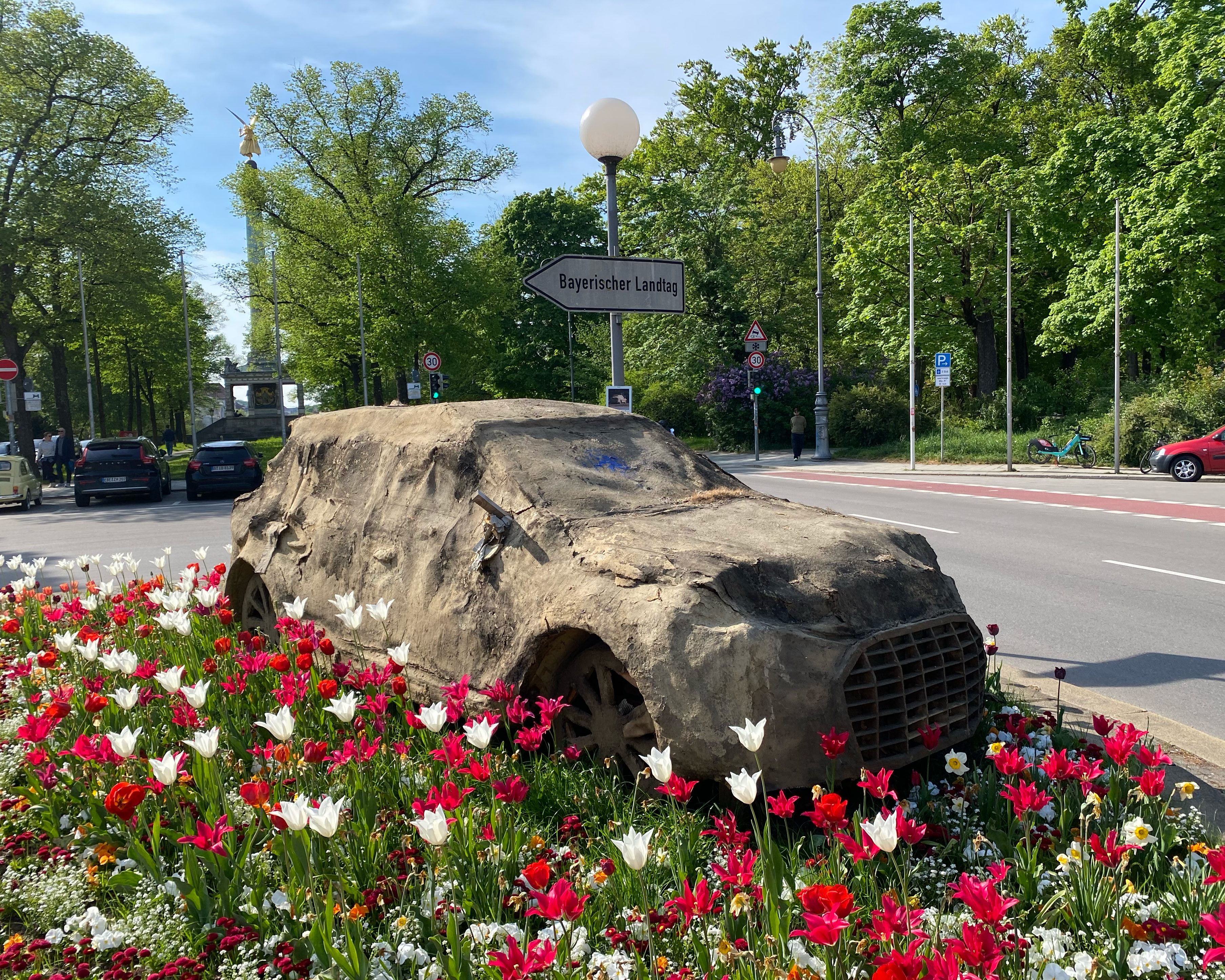
Mash & Heal am Europaplatz, München (2025)

- 2011: coming soon… Galerie für Gegenwartskunst Barbara Claassen-Schmal, Bremen *
- 2011: Future of Transit - exhibition-cum-art train, Gallery No.9 and Evergreen Brickworks in Kooperation mit dem Goethe-Institut, Toronto *
- 2011: Invisible Dust, Intervention in Public Space, Hackney Greenways, London *
- 2011: Kleist-Projekt, Bühnenbildproduktion mit Rimini-Protokoll, Staatliche Schauspielbühnen, Dresden, HAU2, Berlin *
- 2011: Parking Lots, Intervention in Public Space, EcoCity 2011 Summit, Montréal *
- 2011: Postautomobilzeitalter, Jack Hanley Gallery, New York[14] *
- 2011: White Trash – Vol. 5, Zabriskie Point, Espace d’art Contemporaine, Genf  *
- 2012: Our CenturY, Ruhrtriennale, Bochum*
- 2012: Veredelung/Upgrading, Holzmuseum Murau im Rahmen der Regionale 2012 (Österreich) *
- 2013: automanic, Schaustelle, Pinakothek der Moderne, München in Kooperation mit David Moises[15]
- 2014: full stop.forever. Kunstverein Kassel[6] *
- 2015: ZKU/F at Zentrum für Kunst und Urbanistik, Berlin[16]
- 2017: Crushed Autogeddon, Museo El Eco, Mexiko-Stadt[7]
- 2018: Autohaus Mitte, Martin Kaltwasser und Folke Köbberling, Galerie Weißer Elefant, Berlin[17]
- 2018: DEWOOL Konsumverein Braunschweig
- 2021: Lifestyle is negotiable Kunstverein Wolfsburg[8]
- 2021: Testphase No4, im Rahmen von WE PARAPOM![18], Auftaktveranstaltung Kulturhauptstadt Europas Chemnitz 2025
- 2025: Mash & Heal, Europaplatz, Herzog-Wilhelm-Straße und Schleißheimerstraße, München[19]

* mit Martin Kaltwasser

### Gruppenausstellungen
- 2017: Leave it in the ground, House of Arts, Usti nad Labem
- 2017: Mexibility, Casa del Lago, Mexiko-Stadt
- 2018:  Pissing in the river, again Kunstamt Kreuzberg
- 2018: … or to take arms against a sea of troubles and, by opposing, end them. Fluc, Wien
- 2018: 6. UM - Festival
- 2018: urbane Vektoren > Skizzen einer politischen Re/Konstruktion des Stadtraums rk_Galerie für zeitgenössische Kunst
- 2019: Flight Interrupted: Eco-leaks from the Invasion Desk. Karachi Biennale[20]
- 2019: Nachbarn auf Zeit, Hansaplatz/Kunst im Stadtraum[21]
- 2019: Bodenständig, Kunsthaus Mürz
- 2019: Low Tec Isolation, Billen-Pavillon/Wolfsburg
- 2021: return, Skulpturenpark Berlin-Zentrum, Berlin[22]
- 2021: terrestrail Assemblage, Floating University, Berlin
- 2021: wohnen3, bezahlbares Wohnen, Sonderausstellung Hafenmuseum Bremen
- 2021: Wolf im Schafspelz, Club Hybrid, Graz
- 2023: the great repair, Akademie der Künste Berlin[23]
- 2023: Zur Nachahmung empfohlen, Uferhallen

## Publikationen
- Learning from* (Reihe metrozones). Becker / Burbaum / Köbberling / Kaltwasser / Lanz / Reichard (Hg./eds.); NGBK b_books, vice versa, 2003
- mit Martin Kaltwasser (Hrsg.): Ressource Stadt – City as a Resource. One Man’s Trash is Another Man’s Treasure. jovis Verlag, 2006, ISBN 978-3-939633-07-5
- mit Martin Kaltwasser (Hrsg.): 2009 Hold it! The Art and Architecture of Public Space. jovis Verlag, Berlin 2009, ISBN 978-3-86859-029-6
- mit Martin Kaltwasser, Lorna Brown; Barbara Holub; Barbara Cole Kobberling: The Games are open. ISBN 978-0-9866819-4-3.[24]  Other Sights for Artists’ Projects, flipbook, 2016
- Full Stop. Edition  Metzel, München 2017, ISBN 978-3-88960-166-7.
- Wollbau. Wolle – eine unterschätzte Ressource. adocs, Hamburg 2024, ISBN 978-3-94325-375-7

## Auszeichnungen (Auswahl)
- 2000: Preisträgerin Wettbewerb Alexanderplatz U2 der Neuen Gesellschaft für Bildende Kunst, Berlin[25]
- 2005: Preisträgerin des Projektstipendiums Kunsthaus Kloster Gravenhorst mit Martin Kaltwasser[26]
- 2009/2010 Einjähriges Stipendium für Los Angeles des Berliner Senats mit Martin Kaltwasser
- 2009 Chinati Foundation, Marfa[27] mit Martin Kaltwasser
- 2010: Gewinner Kunst am Bau Wettbewerb Bildungscampus Leobendorf (AUT) mit Martin Kaltwasser
- 2010: Gewinner Landschaftskunstwettbewerb raumsichten, Grafschaft Bad Bentheim mit Martin Kaltwasser
- 2011: 1. Preis Architects’Journal Small Buildings Award, London (UK) mit Martin Kaltwasser
- 2011: 1. Preis Architects’Journal Small Buildings Sustainability 2011[28] Award, London (UK)
- 2011: Nominierung für den Mies van der Rohe Award 2011, Barcelona (ESP) mit Martin Kaltwasser[29]
- 2010: Nominierung für den Urban Interventions Award Berlin 2010 mit Martin Kaltwasser
- 2012: 2. Runde Leipziger Einheits- und Freiheitsdenkmal, Leipzig mit Martin Kaltwasser
- 2012: 1. Preis, Landschaftskunstwettbewerb Lohberger Bergpark – Choreographie einer Landschaft, Dinslaken mit Martin Kaltwasser[30]
- 2019: Wettbewerbsgewinn und Realisierung „Kunst im Stadtraum“, Berlin[31]
- 2023 Casa Baldi, Deutsche Akademie Rom[32]